# Place de Fontenoy - UNESCO
La place de Fontenoy - UNESCO est une place du 7e arrondissement de Paris et, plus précisément, du quartier de l'École-Militaire (27e quartier de Paris).

## Situation et accès
Cette place proche de l'École militaire est située avenue de Lowendal, au débouché de l'avenue de Saxe.

## Origine du nom
Cette place porte le nom :
1. de la bataille de Fontenoy, une victoire remportée par les Français, sous les ordres du maréchal de Saxe, le 11 mai 1745.
2. de l'Organisation des Nations unies pour l'éducation, la science et la culture (UNESCO) qui a pour objectif selon son acte constitutif de « contribuer au maintien de la paix et de la sécurité en resserrant, par l’éducation, la science et la culture, la collaboration entre nations, afin d’assurer le respect universel de la justice, de la loi, des droits de l’Homme et des libertés fondamentales pour tous, sans distinction de race, de sexe, de langue ou de religion, que la Charte des Nations unies reconnaît à tous les peuples[1] » dont le siège occupe le no 7.

## Historique

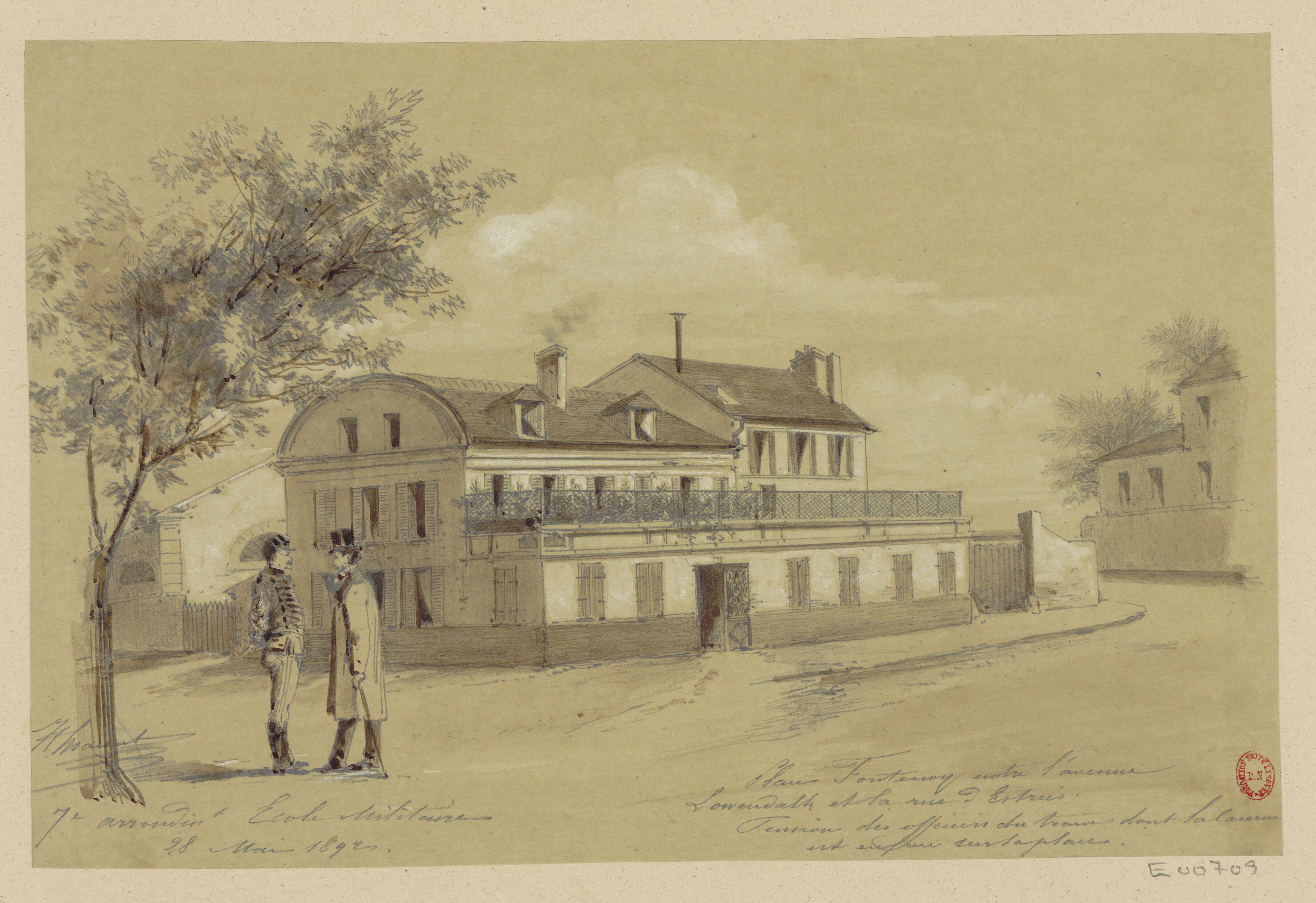
Vue du coin de l'avenue de Lowendal et de la rue d'Estrées en 1892, occupé par une pension pour officiers (dessin de Jules-Adolphe Chauvet).

Tracée en 1770, la place est cédée par l'État à la ville en vertu de la loi du 19 mars 1838.
Le 7 août 1918, durant la Première Guerre mondiale, un obus lancé par la Grosse Bertha explose place Fontenoy, dans la cour de la caserne Fontenoy.
En décembre 2015, le Conseil de Paris renomme la place de Fontenoy en « place de Fontenoy - UNESCO ».

## Bâtiments remarquables et lieux de mémoire
- Au centre de la place se trouve un monument aux morts de la guerre franco-prussienne de 1870. Avec les deux monuments situés au cimetière du Père-Lachaise, il s'agit de l'un des seuls lieux commémoratifs au sujet de ce conflit dans la capitale[5],[6].
- No 1 : bâtiment hébergeant les services des ministères chargés des Affaires sociales et de la Santé, construit en 1930 par l'architecte Guillaume Tronchet. L'entrée principale se trouve 14, avenue Duquesne. Le cabinet du ministre chargé des Affaires sociales se trouve à l'hôtel du Châtelet, au 127, rue de Grenelle, dans le même arrondissement.
- No 3 : le bâtiment, accolé à l'ex-ministère des Postes (avenue de Saxe), a été construit par André Ventre dans les années 1930 pour le ministère de la Marine marchande et celui de PTT. Il a été inscrit au titre des monuments historiques en décembre 2013[7]. À la suite de sa restauration, il est occupé depuis septembre 2016 par la Commission nationale de l'informatique et des libertés, le Défenseur des droits et les services du Premier ministre. Il forme avec l'ancien ministère des Postes l'ensemble Fontenoy-Ségur.
- No 7 : siège de l'UNESCO.

L'École militaire occupe l'intégralité du côté ouest de la place (avenue de Lowendal).

Plan de la Fontenoy-UNESCO et du quartier.

Ministère des Affaires sociales.
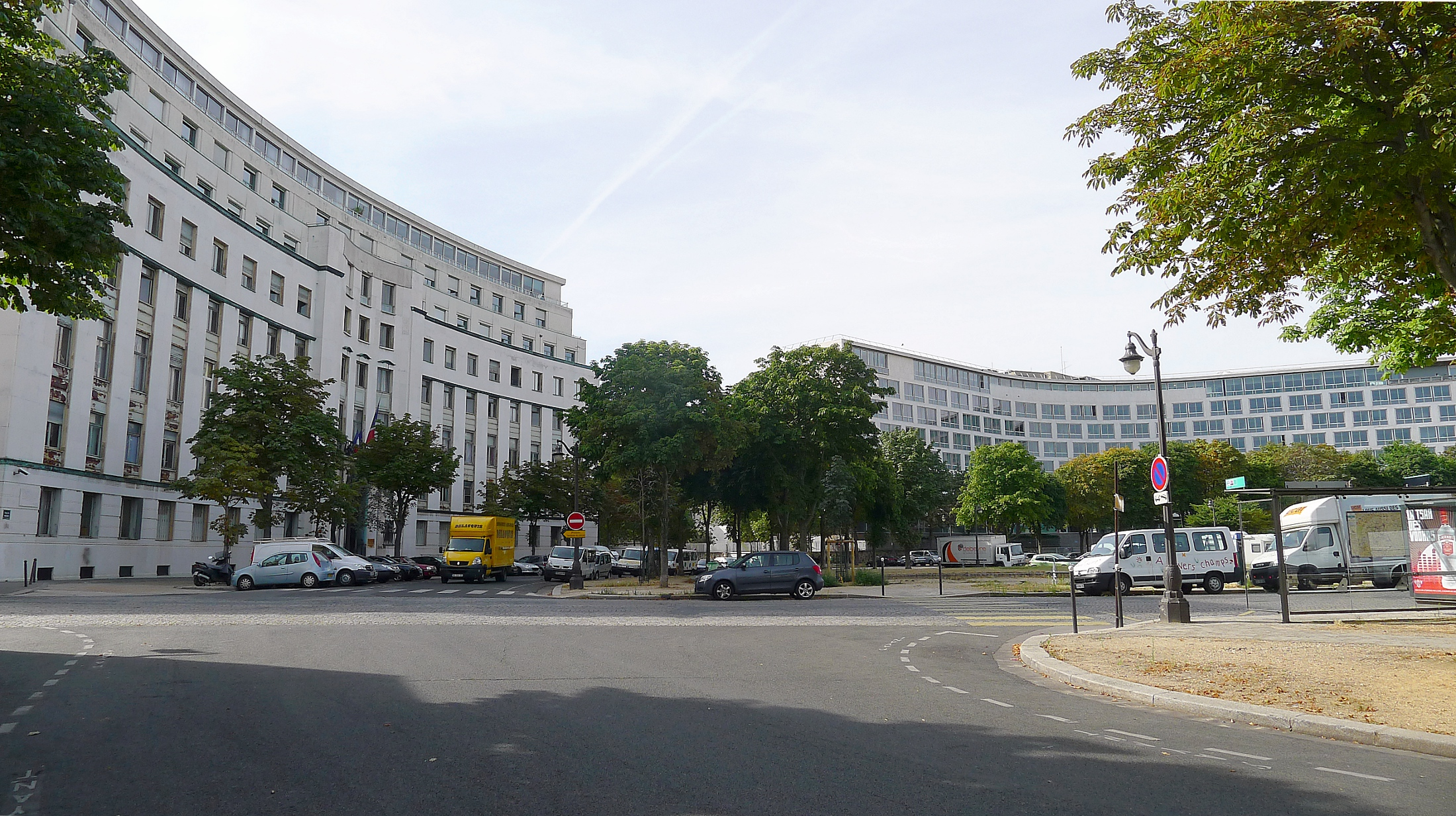
Maison de l'UNESCO.
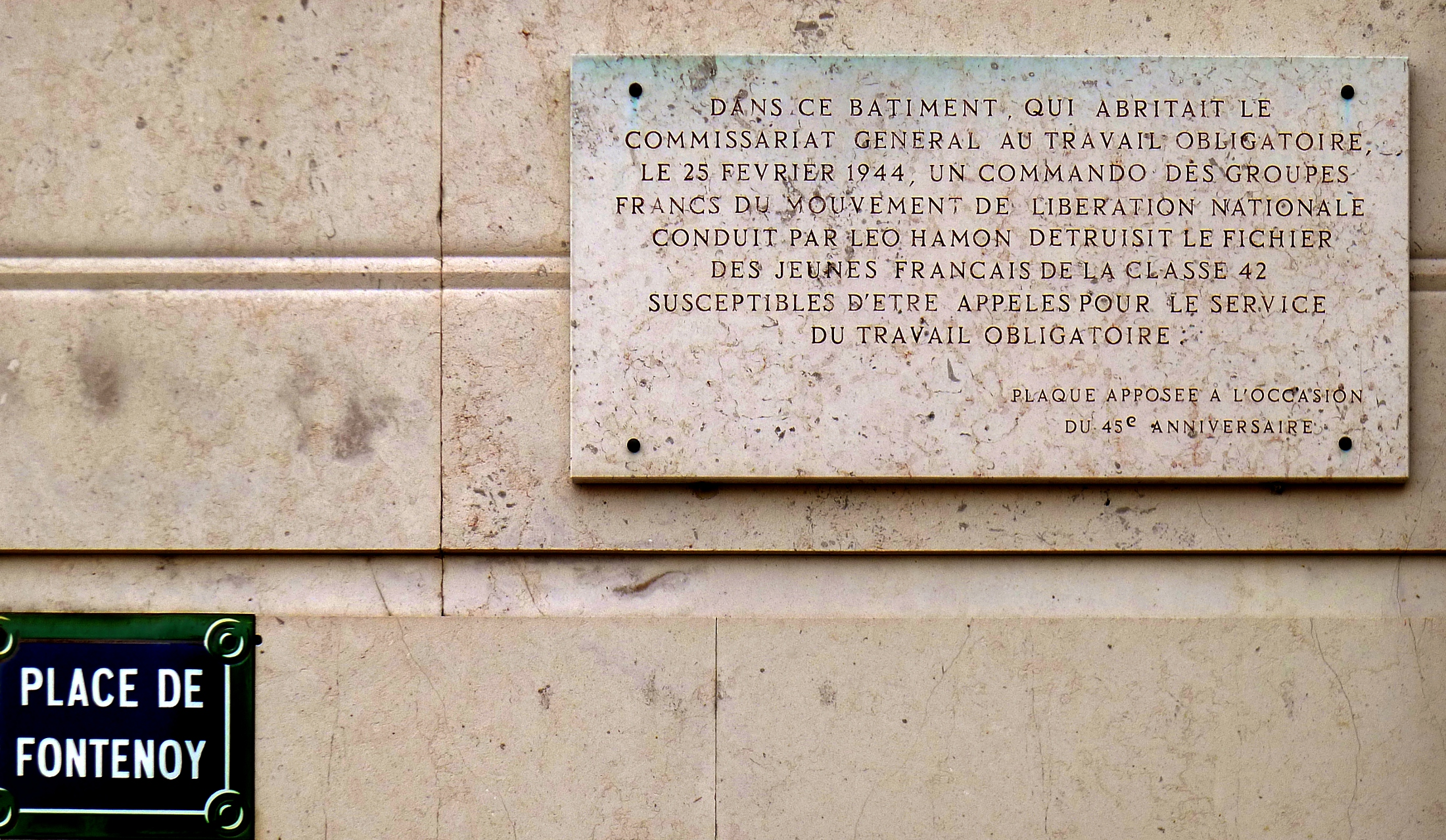
Plaque commémorant l'action d'un commando mené par Léo Hamon en 1944.
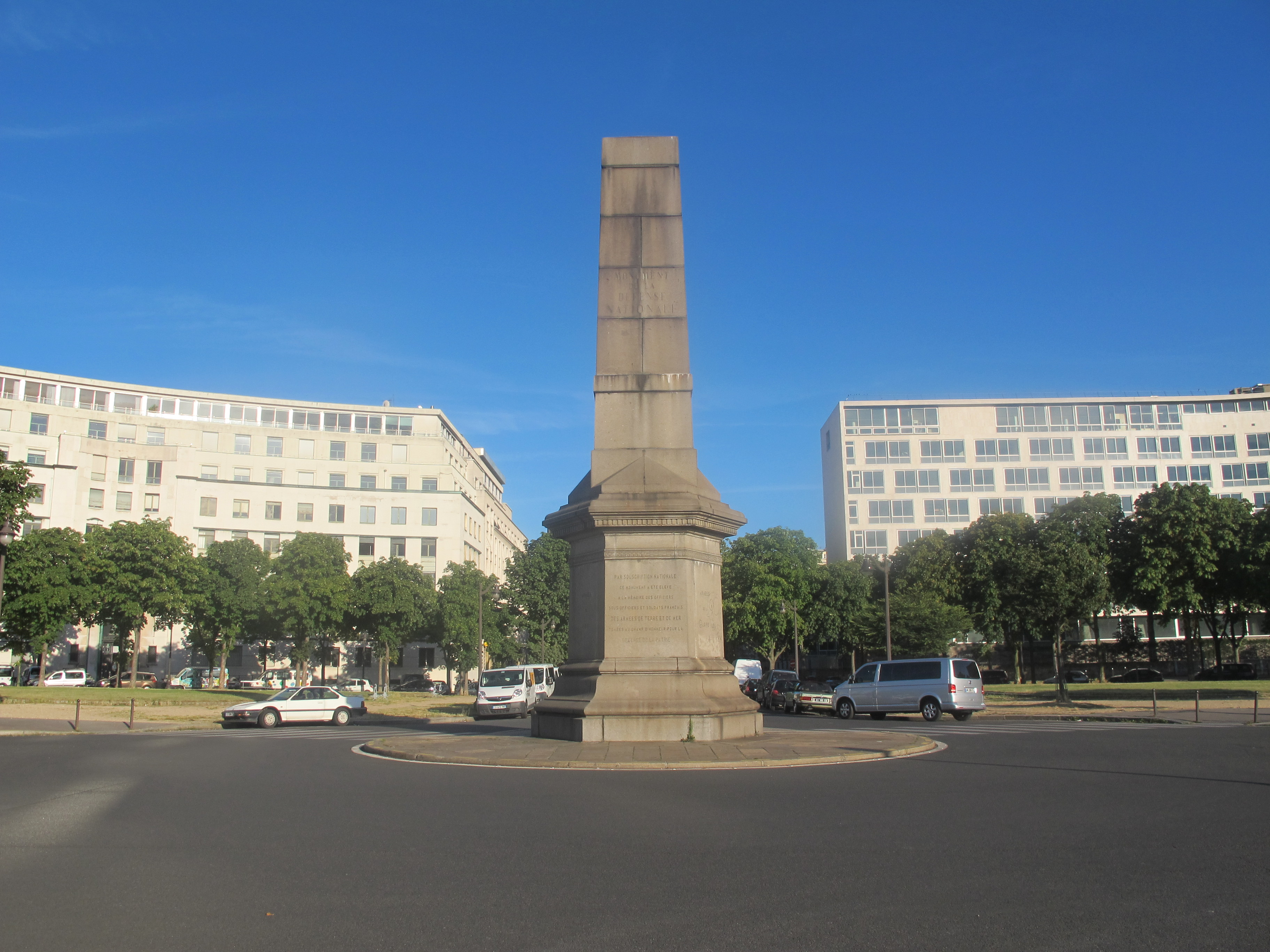
Monument aux morts au centre de la place.